# Mediedidaktik
Mediedidaktik er læren om medier og en fast del af danskundervisningen i folkeskolen.

## Formål
Formålet med undervisningen er at sætte eleven i stand til at modtage og analysere budskaber i medietekster i enhver form, samt evt. anvende denne viden til egen produktion.

## Eksempler
Eksempler på medier, som der kan arbejdes med:
- Aviser
- Websider
- Computerspil
- Film

| Anime eller manga | Spire Denne artikel om medie og kommunikation er en spire som bør udbygges. Du er velkommen til at hjælpe Wikipedia ved at udvide den. |